# Proleptacis strangulicornis
Proleptacis strangulicornis is een vliesvleugelig insect uit de familie van de Platygastridae. De wetenschappelijke naam van de soort is voor het eerst geldig gepubliceerd in 1936 door Maneval.